# Страховой агент
Страховой агент — физическое или юридическое лицо, от имени и по поручению страховой компании занимающееся продажей страховых полисов и/или заключением договоров страхования, инкассирует страховую премию, оформляет документацию и в отдельных случаях выплачивает страховое возмещение (в пределах установленных лимитов).
Взаимоотношение между страховыми агентами и страховой компанией строится на контрактной основе, где оговариваются права и обязанности сторон. В Великобритании и странах Европы страховой агент обычно представляет интересы какой-то одной страховой компании. В США, как правило, каждый агент представляет несколько страховых компаний. Такие посредники называются независимыми страховыми агентами, в отличие от представляющих одну страховую компанию так называемых связанных агентов. В России страховой агент может представлять интересы как одной, так и несколько страховых компаний, заключив с каждым страховщиком отдельный агентский договор.
Работа в качестве страхового агента требует от кандидата не только знаний в области страхования, но и психологии людей.
Обучение агентов происходит как в очной, так и в заочной форме в течение 1-6 месяцев в школах бизнеса. В США обучением профессии агента занимается ряд колледжей, которые создаются и финансируются страховыми компаниями. В России обучение страхового агента происходит на курсах или в школах, организованных страховыми компаниями.

## Страховой агент в Российской Империи
В дореволюционной практике страхования деятельность страховых агентов регламентировалась очень строго. Каждый страховой агент был сотрудником только одной страховой компании,  за ними были закреплены определённые территории деятельности (городской участок, село, округ) и им разрешалось страховать только по согласованным видам страхования.

## Страховой агент в Российской Федерации
В России страховая деятельность регулируется Федеральным законом от 27 ноября 1992 г. N 4015-I «Об организации страхового дела в Российской Федерации». В соответствии с этим законом страховыми агентами признаются постоянно проживающие на территории Российской Федерации и осуществляющие свою деятельность на основании гражданско-правового договора (агентского договора) физические лица или российские юридические лица (коммерческие организации), которые представляют страховщика в отношениях со страхователем и действуют от имени страховщика и по его поручению в соответствии с предоставленными полномочиями. Закон регулирует также деятельность еще одного вида страховых посредников —-страховых брокеров.
Деятельность страховых агентов и страховых брокеров по оказанию услуг, связанных с заключением и исполнением договоров страхования (за исключением договоров перестрахования) с иностранными страховыми организациями или иностранными страховыми брокерами, на территории Российской Федерации не допускается.

### Реестры страховых агентов
В ноябре 2012 года Всероссийский союз страховщиков и Ассоциация страховщиков жизни запустили совместный проект —- «Единый реестр агентов по страхованию жизни». Предполагалось, что он станет первым шагом к внедрению в РФ распространенной во многих странах мира практики аттестации и сертификации страховых агентов,.
По состоянию на 1 марта 2013 года свои данные в реестр передавали компании «Росгосстрах-Жизнь», «МетЛайф Алико», «Ренессанс Жизнь», «Allianz РОСНО Жизнь», «Дженерали ППФ Страхование жизни» и «МСК-Лайф».
В январе 2014 года вступили в силу поправки к Закону об организации страхового дела, согласно которым информация о том, является ли данный агент уполномоченным представителем определенной страховой компании должна быть доступна в сети интернет — либо на сайте этой компании, либо на сайте страхового объединения, которому страховщик делегировал функцию ведения реестра своих страховых агентов.
Обязанность ведения реестров страховых агентов и брокеров возложена на страховщика. В том случае, если он делегируют эту функцию страховому объединению, на сайте страховщика должна быть информация о таком объединении (ссылка на сайт объединения).
На сайте большинства крупных страховых компаний («Ингосстрах», «Росгосстрах», «РЕСО-Гарантия», «Югория» и др.) во исполнение этой правовой новеллы размещены реестры агентов и брокеров, с помощью которых можно проверить, действительно ли данный страховой агент представляет ту или иную страховую компанию.

## Страховой агент в Республике Беларусь
В Республике Беларусь основным нормативным актом, регулирующим страховую деятельность, является Указ Президента Республики Беларусь от 25 августа 2006 г. № 530 «О страховой деятельности».

Данный Указ содержит следующие определение:

страховой агент — физическое лицо или организация, осуществляющая от имени страховой организации посредническую деятельность по страхованию;— http://www.pravo.by/main.aspx?guid=3871&p0=p30600530

Различия в полномочиях страховых агентов-физических лиц от страховых агентов-организаций дают следующие статьи Указа:

35. Страховой агент — физическое лицо, не являющееся индивидуальным предпринимателем, осуществляющее от имени страховой организации посредническую деятельность по страхованию на основании трудового договора (контракта) либо гражданско-правового договора по видам страхования, относящимся к страхованию жизни, — от имени нескольких страховых организаций, а по иным видам страхования — только от имени одной страховой организации.
Физическое лицо для осуществления посреднической деятельности по страхованию должно иметь образование не ниже общего среднего.

36. Страховой агент — организация, осуществляющая от имени страховой организации посредническую деятельность по страхованию на основании гражданско-правового договора. При этом организация, которая является государственным юридическим лицом, государственным банком либо банком, уполномоченным обслуживать государственные программы, а также республиканским государственно-общественным объединением, вправе осуществлять посредническую деятельность по всем видам добровольного и обязательного страхования. Иные организации имеют право осуществлять посредническую деятельность только по видам добровольного страхования.
— http://www.pravo.by/main.aspx?guid=3871&p0=p30600530

Таким образом, законодательно страховому агенту-организации даются конкурентные преимущества по видам страхования, не относящимся к страхованию жизни. Ограничение для страхового агента-физического лица работать только от имени одной страховой компании существенно снижает ассортимент страховых предложений.
Ограничение доступа к обязательным видам страхования коммерческих структур так же не способствует развитию данного сегмента рынка.

## Страховой агент в произведениях искусства
- «Судьба резидента» - к валютчику и агенту иностранной разведки  Николаю Казину (Ростислав Плятт) без приглашения является агент Госстраха (Георгий Тусузов) и очень напористо начинает предлагать ему варианты страхования[13];
- Киножурнал «Фитиль», миниатюра «Фамильная драгоценность» (1981 год)(реж. Л.Гайдай, в роли агента по страхованию жизни М.Пуговкин, в роли страхователя Л.Куравлёв)[13];
- Страховой агент, фильм, Канада, 1991 год;
- Страховой агент, фильм, Россия, 1985;
- Шоу Трумана, фильм, США, 1998 . Главный герой, Труман Бёрбанк - агент по страхованию жизни;
- Памятник страховому агенту (Донецк);
- Памятник ботинкам страхового агента (Киев)[14];
- Памятник Юрию Деточкину;
- Дж. Т. Макинтош Страховой агент (книга);
- День сурка (фильм), 1993 - эпизодический персонаж Нед Райерсон, бывший одноклассник главного героя Фила Коннорса, а ныне — агент по страхованию жизни (актёр Стивен Тоболовски);
- Фильм Ловушка разума[англ.] - главный герой - агент страховой компании (по другим данным - страховой юрист).

## Известные или примечательные личности
Многие из известных людей, оставивших интересный след в истории, работали страховыми агентами. Среди них были:
- Жозе Алтафини — бразильский и итальянский футболист;
- Эдгар Кейси — америсканский прорицатель;
- Пол Брегг — автор книги «Лечебное голодание»;
- Хорхе Букай — аргентинский психотерапевт;
- Александр Бушков — российский писатель;
- Вильгельм Густлофф — деятель НСДАП, в честь которого был назван круизный лайнер, потопленный в 1945 году советской подводной лодкой под командованием Александра Маринеско;
- Том Клэнси — американский писатель;
- Луча́но Паваро́тти — итальянский певец;
- Крис Поттер — канадский музыкант и актёр;
- Вейланд Родд — американский и советский актёр;
- Стив Харви — американский актёр, комик, писатель.

Были страховые агенты и среди родителей знаменитостей.
Например, страховым агентом работал Залман Лейбович Стругацкий, дед писателей Стругацких по отцу.